# Francisco Orlich Bolmarcich
Francisco Orlich Bolmarcich, né le 10 mars 1907 et mort le 29 octobre 1969 à San José, est un homme d'État costaricien. Il fut président du Costa Rica du 8 mai 1962 au 8 mai 1966.